# Трипатанци
Трипатанци (мкд. Трипатанци) су насеље у Северној Македонији, у источном делу државе. Трипатанци су у саставу општине Пробиштип.

## Географија
Трипатанци су смештени у источном делу Северне Македоније. Од најближег града, Пробиштипа, насеље је удаљено 10 km јужно.
Насеље Трипатанци се налази у историјској области Злетово, на јужном ободу Злетовске котлине. Североисточно од насеља издижу се прва брда јужног дела Осоговских планина. Надморска висина насеља је приближно 390 метара. Западно од насеља тече Злетовска река доњим делом свог тока.
Месна клима је умерено континентална.

## Становништво
Трипатанци су према последњем попису из 2002. године имали 126 становника.
Претежно становништво у насељу су етнички Македонци (99%), а остало су Срби.
Већинска вероисповест месног становништва је православље.